# Tlačná dýka

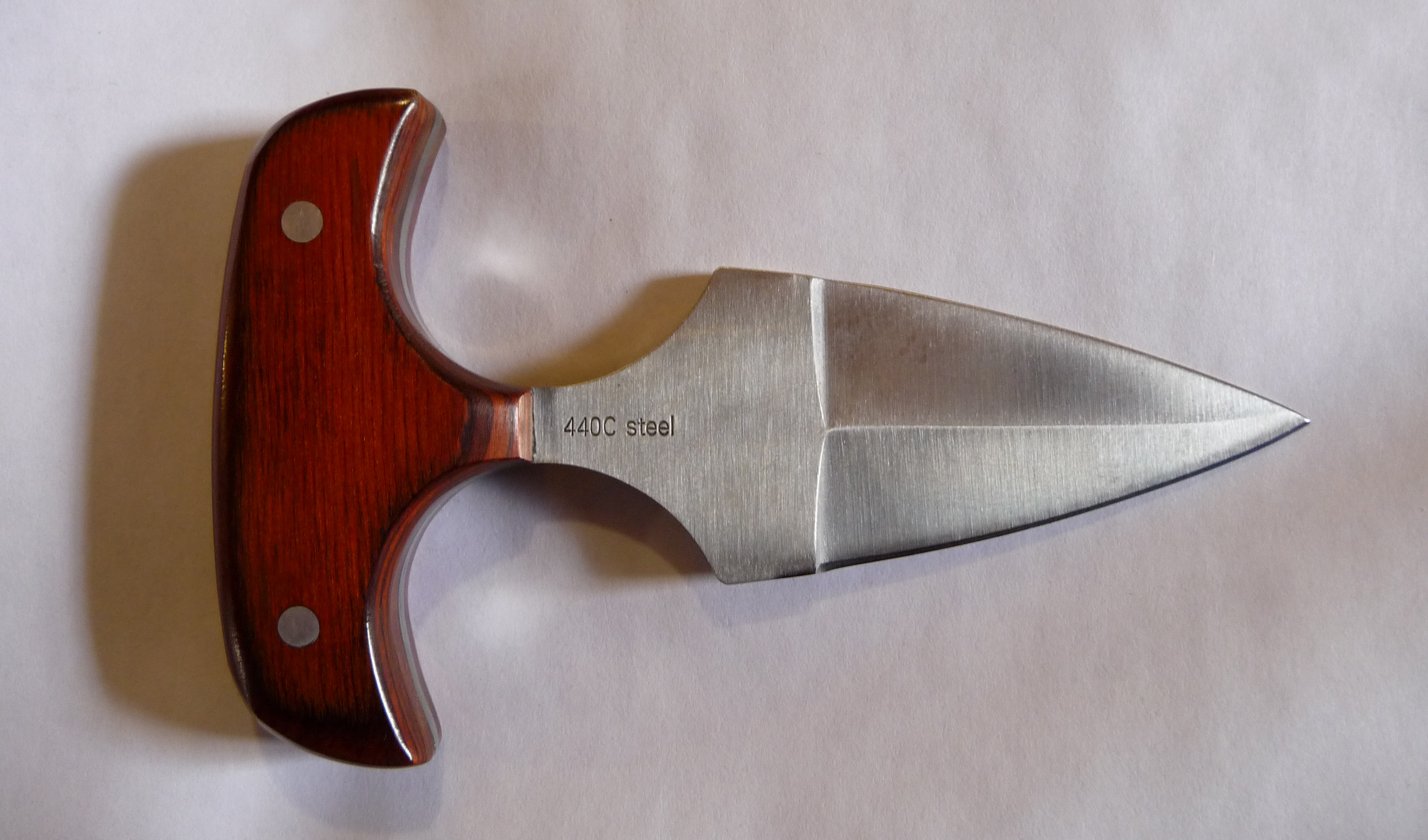
Tlačná dýka

Tlačná dýka, známá též jako pěstní dýka, pěstní nůž či tlačný pěstní nůž, je dýka s krátkou čepelí a rukojetí ve tvaru písmene „T“, takže při jejím sevření vyčnívá čepel před sevřenou pěstí, obvykle mezi prostředníkem a prsteníkem.

## Historie
Předpokládá se, že tyto dýky pocházejí z Indického subkontinentu a jsou příbuzné s indickou dýkou ze 16. století zvanou katar. Nicméně katary mají rukojeť ve tvaru písmene „H“, takže se čepel nachází před a současně nad bojovníkovými klouby, zatímco čepel tlačné dýky vyčnívá díky rukojeti ve tvaru písmene „T“, jak už bylo řečeno, před sevřenou pěstí mezi prostředníkem a prsteníkem.
V průběhu staletí obliba tlačných dýk coby zbraní používaných v boji tělo na tělo jak civilisty, tak příslušníky vybraných vojenských jednotek kolísala.